# Marthemont
Marthemont település Franciaországban, Meurthe-et-Moselle megyében. Lakosainak száma 51 fő (2022. január 1.). Marthemont Germiny, Maizières, Thélod és Viterne községekkel határos.

## Népesség
A település népességének változása:
| Lakosok száma | 31   | 23   | 34   | 35   | 45   | 43   | 42   | 46   | 48   | 51   |
|               | 1968 | 1982 | 1990 | 2006 | 2013 | 2015 | 2017 | 2019 | 2020 | 2022 |